# Staurocephalites broennimanni
Staurocephalites broennimanni är en ringmaskart som beskrevs av du Chêne in du Chêne 1974. Staurocephalites broennimanni ingår i släktet Staurocephalites, klassen havsborstmaskar, fylumet ringmaskar och riket djur. Inga underarter finns listade i Catalogue of Life.